# Campeonato Sudamericano 1919
El Campeonato Sudamericano de Selecciones 1919 fue la tercera edición del Campeonato Sudamericano de Selecciones, competición que posteriormente sería denominada como Copa América y que es el principal torneo internacional de fútbol por selecciones nacionales en América del Sur. Se desarrolló en Río de Janeiro, Brasil, entre el 11 y el 29 de mayo de 1919.
Este torneo estaba programado para 1918, pero una epidemia de gripe española que azotó a la ciudad carioca postergó su realización. Sin embargo, la postergación del torneo fue buena para los brasileños, ya que les dio tiempo de remodelar el Estadio das Laranjeiras.
El local, Brasil, logró su  primer título, evitando el tricampeonato de los uruguayos.
La nota triste del torneo fue la muerte del arquero uruguayo Roberto Chery, ocurrida el 30 de mayo (un día después de la final), en un hospital de Río de Janeiro. El deceso se produjo debido a que el 17 de mayo, en el partido entre Chile y Uruguay, sufrió una estrangulación de hernia luego de hacer un gran esfuerzo para evitar un gol chileno. El encuentro terminó con victoria uruguaya por 2 a 0, y Roberto Chery jugó los 90 minutos.

## Organización

### Sede
| Río de Janeiro  | Río de Janeiro |
| --------------- | -------------- |
| Laranjeiras     | Río de Janeiro |
| Capacidad: 8000 | Río de Janeiro |
|                 | Río de Janeiro |

### Árbitros
- Juan Pedro Barbera
- Joaquim Antônio Leite de Castro
- Adilton Ponteado
- Robert L. Todd

## Equipos participantes
Participaron las selecciones de las cuatro asociaciones afiliadas a la Confederación Sudamericana de Fútbol en esa época.
| Equipos participantes | Equipos participantes | Equipos participantes | Equipos participantes |
| --------------------- | --------------------- | --------------------- | --------------------- |
| Argentina             | Brasil                | Chile                 | Uruguay               |

## Desarrollo
La competición se inició el 11 de mayo de 1919 con la goleada del local, Brasil, frente a Chile por 6 a 0. Dos días después Uruguay lograría una ajustada victoria frente a Argentina. En la segunda fecha Brasil y Uruguay confirmaron su favoritismo al vencer a Argentina y Chile respectivamente. La última fecha se inició con el encuentro entre Argentina y Chile, donde golearon los primeros, aunque dicho resultado no incidía en las posiciones de vanguardia. El encuentro definitorio entre Brasil y Uruguay terminó con empate a 2, por lo cual se tendría que disputar un encuentro para desempatar la primera ubicación que compartían ambos. El 29 de mayo de 1919 quedaría marcado como el día en que se desarrolló el partido más largo de la historia de la Copa América: 150 minutos de juego. Tras empatar a cero en los 90 minutos iniciales, Brasil y Uruguay debieron jugar la prórroga, la cual constó de dos tiempos suplementarios de 30 minutos cada uno. En el minuto 2 del segundo tiempo suplementario (122 minutos de juego), Arthur Friedenreich anotaría el único gol del encuentro, el cual le daría su primer título a Brasil.

## Resultados

### Posiciones
| Selección | Pts. | PJ | PG | PE | PP | GF | GC | Dif. |
| --------- | ---- | -- | -- | -- | -- | -- | -- | ---- |
| Brasil    | 5    | 3  | 2  | 1  | 0  | 11 | 3  | +8   |
| Uruguay   | 5    | 3  | 2  | 1  | 0  | 7  | 4  | +3   |
| Argentina | 2    | 3  | 1  | 0  | 2  | 7  | 7  | 0    |
| Chile     | 0    | 3  | 0  | 0  | 3  | 1  | 12 | –11  |

### Partidos
| 11 de mayo de 1919 | Brasil                                                   | 6:0 (3:0) | Chile | Estádio das Laranjeiras, Río de Janeiro                                    |                                                                            |
|                    | Friedenreich 19', 38', 76' · Neco 21', 83' · Haroldo 79' |           |       | Asistencia: 20 000 espectadores Árbitro(s): Juan Pedro Barbera (Argentina) | Asistencia: 20 000 espectadores Árbitro(s): Juan Pedro Barbera (Argentina) |

| 13 de mayo de 1919 | Uruguay                                      | 3:2 (2:1) | Argentina                         | Estádio das Laranjeiras, Río de Janeiro                                 |                                                                         |
|                    | C. Scarone 19' · H. Scarone 23' · Gradín 85' |           | 34' Izaguirre · 79' (a.g.) Varela | Asistencia: 18 000 espectadores Árbitro(s): Robert L. Todd (Inglaterra) | Asistencia: 18 000 espectadores Árbitro(s): Robert L. Todd (Inglaterra) |

| 17 de mayo de 1919 | Uruguay                    | 2:0 (2:0) | Chile | Estádio das Laranjeiras, Río de Janeiro                             |                                                                     |
| | C. Scarone 31' · Pérez 43' |           |       | Asistencia: 8000 espectadores Árbitro(s): Adilton Ponteado (Brasil) | Asistencia: 8000 espectadores Árbitro(s): Adilton Ponteado (Brasil) |
| En este partido, el arquero de Uruguay Roberto Chery sufrió una estrangulación de hernia, luego de evitar con mucho esfuerzo un gol de Chile tras haberse cobrado un tiro de esquina a favor de Chile; resultado que le provocaría la muerte 13 días después en un hospital de Río de Janeiro. |                            |           |       |                                                                     |                                                                     |

| 18 de mayo de 1919 | Brasil                                | 3:1 (1:0) | Argentina     | Estádio das Laranjeiras, Río de Janeiro                                 |                                                                         |
|                    | Heitor 22' · Amílcar 57' · Millón 77' |           | 65' Izaguirre | Asistencia: 22 000 espectadores Árbitro(s): Robert L. Todd (Inglaterra) | Asistencia: 22 000 espectadores Árbitro(s): Robert L. Todd (Inglaterra) |

| 22 de mayo de 1919 | Argentina                             | 4:1 (3:1) | Chile      | Estádio das Laranjeiras, Río de Janeiro                                              |                                                                                      |
|                    | Clarcke 10', 23', 62' · Izaguirre 13' |           | 33' France | Asistencia: 15 000 espectadores Árbitro(s): Joaquim Antônio Leite de Castro (Brasil) | Asistencia: 15 000 espectadores Árbitro(s): Joaquim Antônio Leite de Castro (Brasil) |

| 26 de mayo de 1919 | Brasil        | 2:2 (1:2) | Uruguay                     | Estádio das Laranjeiras, Río de Janeiro                                 |                                                                         |
|                    | Neco 29', 63' |           | 13' Gradín · 17' C. Scarone | Asistencia: 23 000 espectadores Árbitro(s): Robert L. Todd (Inglaterra) | Asistencia: 23 000 espectadores Árbitro(s): Robert L. Todd (Inglaterra) |

### Final
| 29 de mayo de 1919 | Brasil            | 1:0 (0:0, 0:0, 0:0) (t. s.) | Uruguay | Estádio das Laranjeiras, Río de Janeiro                                    |                                                                            |
| | Friedenreich 122' |                             |         | Asistencia: 35 000 espectadores Árbitro(s): Juan Pedro Barbera (Argentina) | Asistencia: 35 000 espectadores Árbitro(s): Juan Pedro Barbera (Argentina) |
| Al igualar en puntos, Brasil y Uruguay debieron jugar un partido de desempate. Se jugaron dos tiempos suplementarios de 30 minutos cada uno (este fue el primer partido en el que se utilizó el tiempo suplementario). Hasta la fecha, este es el partido más largo de la historia con 150 minutos de juego. Primera final de la Copa América. Primera final de la Copa América que se define en tiempo suplementario. Primera final disputada entre ambas selecciones. |                   |                             |         |                                                                            |                                                                            |

|                            |
| Bandera de Brasil          |
| Campeón Brasil 1.er título |

### Goleadores
| Jugador               | Selección | Goles |
| --------------------- | --------- | ----- |
| Arthur Friedenreich   | Brasil    | 4     |
| Neco                  | Brasil    | 4     |
| Carlos Izaguirre      | Argentina | 3     |
| Carlos Scarone        | Uruguay   | 3     |
| Edwin Clarcke         | Argentina | 3     |
| Isabelino Gradín      | Uruguay   | 2     |
| Adolpho Millón Junior | Brasil    | 1     |
| Alfredo France        | Chile     | 1     |
| Amílcar Barbuy        | Brasil    | 1     |
| Heitor                | Brasil    | 1     |
| Haroldo Domingues     | Brasil    | 1     |
| Héctor Scarone        | Uruguay   | 1     |
| José Pérez            | Uruguay   | 1     |

### Asistentes
| Jugador             | Selección | Goles |
| ------------------- | --------- | ----- |
| Arthur Friedenreich | Brasil    | 4     |
| Alfredo Marán       | Uruguay   | 2     |
| Menezes             | Brasil    | 2     |
| Adolfo Perinetti    | Argentina | 2     |
| Arnaldo             | Brasil    | 1     |
| Ángel Calomino      | Argentina | 1     |
| Carlos Scarone      | Uruguay   | 1     |
| Isabelino Gradín    | Uruguay   | 1     |
| Haroldo Domingues   | Brasil    | 1     |
| Alfredo Zibechi     | Uruguay   | 1     |

Fuentes: Big Soccer 

### Mejor jugador del torneo
- Arthur Friedenreich.